# قيمة بوابة المزرعة
قيمة بوابة المزرعة للمنتج المزروع في الزراعة وتربية الأحياء المائية هي القيمة السوقية للمنتج ناقصًا تكاليف البيع (تكاليف النقل، تكاليف التسويق).
يجب أن نلاحظ أن القيمة السوقية ليست هي نفس السعر الذي يحصل عليه المزارعون لمنتجهم، حيث (إذا تم استخدام المزاد)، فقد تكون القيمة التي يحصلون عليها لكل وزن أقل من سعر السوق. في بعض الحالات قد تكون القيمة التي يحصلون عليها لكل وزن أقل من سعر التعادل.
عند البيع عن طريق المزاد، يكون السعر الذي يحصل عليه المزارعون لمنتجهم أقل من السعر الذي يحصلون عليه إذا كانوا يبيعون مباشرة للمستهلك (حيث يمكنهم تحديد هذا السعر بأنفسهم).
قيمة بوابة المزرعة أيضًا أقل بكثير من سعر التجزئة الذي يدفعه المستهلكون في المتجر، حيث لا يشمل التكاليف الإضافية التي يقوم بها المتجر (الشحن، المناولة، التخزين، التسويق) ولا هامش الربح الذي تطلبه الشركات المعنية. 